# Vladimir Alexandrovitch Karpets

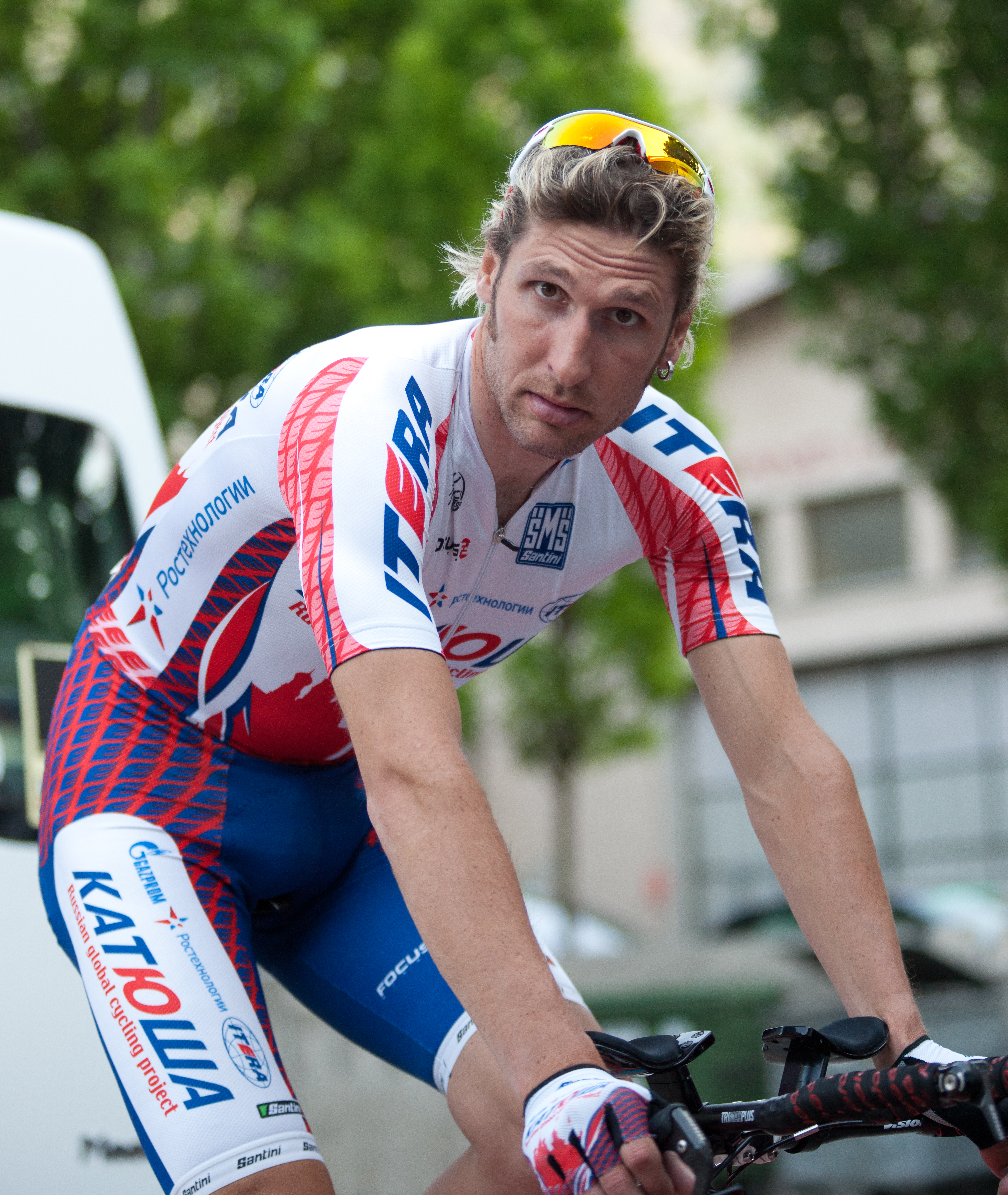
Vladimir Karpets em 2011

Vladimir Alexandrovitch Karpets (em russo:  Владимир Александрович Карпец; São Petersburgo, 20 de setembro, 1980) é um ciclista profissional russo que participa em competições de ciclismo de estrada e pista. Seu triunfo mais conhecido foi o maillot blanc na Volta da França de 2004, quando venceu na classificação geral dos ciclistas jovens. Competiu nos Jogos Olímpicos de Verão de 2000, 2004 e 2008, obtendo o melhor resultado em 2000, ao terminar em oitavo lugar na perseguição por equipes de 4 km.